# Lake George (sjö i Australien, South Australia)
Lake George är en sjö i Australien. Den ligger i delstaten South Australia, omkring 300 kilometer sydost om delstatshuvudstaden Adelaide. Arean är 51 kvadratkilometer. Den sträcker sig 10,7 kilometer i nord-sydlig riktning, och 8,7 kilometer i öst-västlig riktning.
Trakten runt Lake George består till största delen av jordbruksmark. Trakten runt Lake George är nära nog obefolkad, med mindre än två invånare per kvadratkilometer. Genomsnittlig årsnederbörd är 804 millimeter. Den regnigaste månaden är juni, med i genomsnitt 137 mm nederbörd, och den torraste är februari, med 14 mm nederbörd.